# Кермек донецький
Кермек донецький (Limonium donetzicum) — вид квіткових рослин родини кермекових (Plumbaginaceae).

## Біоморфологічна характеристика
Це багаторічна рослина 30–80 см заввишки. Прикореневі листки довгасто-еліптичні, рідше довгасто-зворотно-яйцюваті, зазвичай без ніжки, до верхівки звужені й загострені, рідко тупі, закінчуються коротким вістрям, з 2 сторін запушені і б.-м. густо вкриті білуватими точковими залозками; довжина листків у 2.5–5 разів перевищує ширину. Чашка запушена по всій поверхні.

## Поширення
Росте в України та Причорномор'ї.
В Україні вид росте у долинах річок на солонцюватих луках, солонцях, солончаках — на сході, передусім у басейні Сів. Дінця.